# Grand Gourmand !
 (janvier 2020).
Grand Gourmand ! est le trente-deuxième album de la série de bande dessinée Les Simpson, sorti le 11 janvier 2017, par les éditions Jungle. Il contient deux histoires : Marge aux infos et Le club de lecture de Lisa Simpson.